# Neoatractosomatidae
Neoatractosomatidae é uma família de milípedes pertencente à ordem Chordeumatida.
Géneros:
- Brentomeron Verhoeff, 1934
- Cyrnosoma Mauriès, 2015
- Epirosomella Strasser, 1976
- Mesotrimeron Verhoeff, 1912
- Microbrachysoma Verhoeff, 1897
- Neoatractosoma Silvestri, 1898
- Osellasoma Mauriès, 1984
- Pseudocraspedosoma Silvestri, 1898
- Schizmohetera Mršić, 1987
- Trimerophorella Verhoeff, 1902
- Trimerophoron Rothenbühler, 1900